# XHIMER-FM
XHIMER-FM è una stazione radio operante in Messico con sede a Città del Messico. Di proprietà dell'Instituto Mexicano de la Radio, XHIMER-FM trasmette, grazie ad una torre posta sul Cerro del Chiquihuite, sulla frequenza 94,5 FM programmi musicali riguardanti principalmente la musica classica sotto il nome di "Opus 94".

## Storia
Negli anni settanta, l'Instituto Politécnico Nacional cedette i suoi diritti a trasmettere sulla frequenza 94,5 FM al Secretaría de Educación Pública in modo tale che il SEP potesse far migrare la propria Radio Educación (XEEP-AM) alla modalità FM. Tuttavia il SEP non aveva denaro sufficiente a costruire e mantenere la stazione e così il progetto fu sospeso.
La programmazione di Opus iniziò sulla frequenza 710 AM (XEMP) nel 1983. Quello stesso anno, la licenza per la frequenza 94,5 FM, l'ultima frequenza FM a piena potenza disponibile a Città del Messico, fu messa all'asta. Diversi gruppi — tra cui l'IPN e l'IMER — si disputarono la stazione e alla fine se l'aggiudicò l'IMER. Opus migrò quindi sulla nuova frequenza 94,5 FM il 4 luglio 1986, quando le trasmissioni iniziarono con una potenza di 50 kW. La stazione ricevette poi, nel 1991, il permesso a trasmettere con una potenza di 100 kW ma poté raggiungere tali valori solo nel 1999 quando l'IMER installò un nuovo ed adeguato trasmettitore.

XHIMER trasmette in HD Radio, le trasmissioni iniziarono ufficialmente il 17 settembre 2012.

## Programmazione
Opus 94 trasmette soprattutto programmi di musica classica. La stazione manda in onda, tra gli altri, anche i concerti della Mexico City Philharmonic Orchestra.

## Programmazione HD
- HD2 è la XEB-AM,
- HD3 è Jazz Digital.